# Université Antonio de Nebrija
L'université Antonio de Nebrija (en espagnol : Universidad Antonio de Nebrija) est une université privée de la communauté de Madrid, en Espagne. Fondée en 1995, elle dispose de campus à Madrid et à Hoyo de Manzanares. Son nom est une référence au célèbre humaniste espagnol, Antonio de Nebrija (1441-1552).